# Mariona Cabassa i Cortés
Mariona Cabassa i Cortés (1977) és una il·lustradora catalana. Va estudiar a l'Escola Massana de Barcelona, a l'École supérieure des arts décoratifs d'Estrasburg i a l'École supérieure d'art et de design Marseille-Méditerranée. Ha publicat una dotzena de llibres. El 2003 i el 2009 va ser premiada per l'Associació Professional d'Il·lustradors de Catalunya. El 2005 va ser la convidada oficial a la Fira del Llibre Infantil de Bolonya i el 2014 va participar com a convidada en la Fira del Llibre de Göteborg, on la literatura catalana és un dels temes principals.
També ha fet portades per còmics. En alguns casos ha estat acreditada com "Mariona Cavassa". És membre del col·lectiu Mal & Cía.

## Obra (selecció)
- Conte per contar mentre es menja un ou ferrat, text de Pep Bruno, Kalandraka, 2004.
- Adivina adivinanza, tengo un cero en la panza, text d'Àngels Navarro, Anaya, 2008.
- Botes d'aigua grogues, text de Xabier Mendiguren, Animallibres, 2012.
- Històries de Nasrudín, text de Halil Bárcena, (Fragmenta Editorial, 2015), ISBN 978-84-15518-18-1 (edició simultània en català, castellà i portuguès)[3]
- El dia de l'Anar i Venir, text d'Alain Allard, (Fragmenta Editorial, 2016), ISBN 978-84-15518-51-8 (edició simultània en català, castellà i portuguès)[4]